# Emilio Ulloa
Emilio Ulloa, född 22 oktober 1952, är en friidrottare från Chile. Han deltog vid olympiska sommarspelen 1984 och olympiska sommarspelen 1988.